# Jurij Andriejew
Jurij Andriejew (ur. 1931 w Moskwie, zm. 26 grudnia 2008) – radziecki kierowca wyścigowy.

## Kariera
W latach 60. rozpoczął ściganie się w Sowieckiej Formule 3. W 1966 roku wygrał pierwszy bieg na torze Nemanskoje Kolco w ramach mistrzostw ZSRR. Rywalizował także w Sowieckiej Formule 1; w 1969 roku zajął Estonią 9 piąte miejsce w klasyfikacji tej serii. Rok później zmienił samochód na De Sanctis i dzęki zwycięstwu w Mińsku zdobył mistrzostwo. Był to jedyny przypadek mistrzowskiego tytułu w Sowieckiej Formule 1 dla samochodu zachodniego. Również w 1970 roku zdobył tytuł wicemistrzowski w Pucharze Pokoju i Przyjaźni, ulegając jedynie Vladislavowi Ondřejíkowi. W 1971 roku był trzeci w Sowieckiej Formule 1 oraz szósty w Pucharze Pokoju i Przyjaźni. Następnie powrócił do ścigania w Sowieckiej Formule 3. W 1973 roku wygrał wyścig na torze Barawaja i zdobył tytuł w tej serii.

## Wyniki
| Legenda oznaczeń w tabelach wyników Wyświetl szablon na nowej stronie | Legenda oznaczeń w tabelach wyników Wyświetl szablon na nowej stronie                                                                     |
| Oznaczenie                                                            | Wyjaśnienie |
| --------------------------------------------------------------------- | --- |
| Złoty                                                                 | Zwycięzca lub mistrzostwo |
| Srebrny                                                               | 2. miejsce lub wicemistrzostwo |
| Brązowy                                                               | 3. miejsce lub II wicemistrzostwo |
| Zielony                                                               | Ukończył, punktował (w klasyfikacji generalnej, gdy zdobył co najmniej jeden punkt na przestrzeni sezonu, poza trzema powyższymi opcjami) |
| Niebieski                                                             | Ukończył, nie punktował (w klasyfikacji generalnej, gdy nie zdobył co najmniej jednego punktu na przestrzeni sezonu)                      |
| Czerwony                                                              | Nie zakwalifikował się (NZ) |
| Czerwony                                                              | Nie prekwalifikował się (NPK) |
| Różowy                                                                | Nie ukończył (NU) |
| Różowy                                                                | Niesklasyfikowany (NS) (w klasyfikacji generalnej, gdy nie został sklasyfikowany w żadnym wyścigu sezonu)                                 |
| Czarny                                                                | Zdyskwalifikowany (DK) |
| Czarny                                                                | Wykluczony (WYK/EX) |
| Biały                                                                 | Nie wystartował (NW) |
| Biały                                                                 | Kontuzjowany (K/INJ) |
| Biały                                                                 | Wyścig odwołany (OD/C) |
| Bez koloru                                                            | Został wycofany (WYC/WD) |
| Bez koloru                                                            | Nie przybył (NP/DNA) |
| Bez koloru                                                            | Nie brał udziału w treningach (NT/DNP) |
| Bez koloru                                                            | Nie został zgłoszony (–) |
| Pogrubienie                                                           | Start z pole position |
| Kursywa                                                               | Najszybsze okrążenie wyścigu |
| †                                                                     | Nie ukończył, ale jego rezultat został zaliczony ze względu na przejechanie więcej niż 90% dystansu wyścigu.                              |
| *                                                                     | Sezon w trakcie |
| 1/2/3                                                                 | Punktowana pozycja w sprincie kwalifikacyjnym                                                                                             |
| Lista systemów punktacji Formuły 1                                    | |

### Sowiecka Formuła 3
| Rok  | Zespół         | Samochód    | Silnik   | Wyniki w poszczególnych eliminacjach | Wyniki w poszczególnych eliminacjach | Wyniki w poszczególnych eliminacjach | Wyniki w poszczególnych eliminacjach | Pkt. | Msc. |
| ---- | -------------- | ----------- | -------- | ------------------------------------ | ------------------------------------ | ------------------------------------ | ------------------------------------ | ---- | ---- |
| 1966 |                |             |          |                                      |                                      |                                      |                                      | ?    | ?    |
| 1966 | Spartak Moskwa | Melkus 64   | Wartburg | ?                                    | ?                                    | 1                                    | ?                                    | ?    | ?    |
| 1967 |                |             |          |                                      |                                      |                                      |                                      | ?    | ?    |
| 1967 | Spartak Moskwa | Estonia 9   | Wartburg | 6                                    | -                                    | -                                    |                                      | ?    | ?    |
| 1972 |                |             |          |                                      |                                      |                                      |                                      | ?    | ?    |
| 1972 | Spartak Moskwa | Estonia 16M | Ford     | -                                    | NU                                   | -                                    |                                      | ?    | ?    |
| 1973 |                |             |          |                                      |                                      |                                      |                                      | 242  | 1    |
| 1973 | DOSAAF Moskwa  | Estonia 18  | Łada     | 1                                    | 4                                    | 4                                    |                                      | 242  | 1    |

### Wschodnioniemiecka Formuła 3
| Rok  | Zespół          | Samochód   | Silnik   | Wyniki w poszczególnych eliminacjach | Wyniki w poszczególnych eliminacjach | Wyniki w poszczególnych eliminacjach | Wyniki w poszczególnych eliminacjach | Wyniki w poszczególnych eliminacjach | Wyniki w poszczególnych eliminacjach | Pkt. | Msc. |
| ---- | --------------- | ---------- | -------- | ------------------------------------ | ------------------------------------ | ------------------------------------ | ------------------------------------ | ------------------------------------ | ------------------------------------ | ---- | ---- |
| 1967 |                 |            |          |                                      |                                      |                                      |                                      |                                      |                                      | 0    | NS   |
| 1967 | Jurij Andriejew | De Sanctis | Ford     | -                                    | -                                    | -                                    | -                                    | -                                    | NU                                   | 0    | NS   |
| 1971 |                 |            |          |                                      |                                      |                                      |                                      |                                      |                                      | 0    | NS   |
| 1971 | Jurij Andriejew | Estonia 16 | Moskwicz | -                                    | -                                    | 13                                   | -                                    | -                                    |                                      | 0    | NS   |